# Muhammad Bin Jahari
Muhammad Taqi Aljaafari Bin Jahari (Singapur - 25 de octubre de 1986) es un árbitro de fútbol singapurense internacional desde el 2012 y arbitra en la S. League de Singapur.

## Carrera
Es actualmente árbitro internacional de primera elección de la FIFA desde 2012.
En 2013, ofició la Final de la Copa de Singapur RHB 2013 entre Tanjong Pagar United FC y Home United FC, que ganó 4–1 el Home United FC.
En 2014, arbitró la final de la Singapore Charity Shield 2014 y la final de la Copa de Singapur RHB 2014. También fue galardonado con el árbitro del año de la Liga Premier de Singapur.
En 2015, fue enviado a Australia para ser uno de los árbitros de apoyo para la Copa Asiática 2015 con su asistente Jeffrey Goh.
En mayo de 2017, se convirtió en uno de los árbitros de video para la Copa Mundial de Fútbol Sub-20 de 2017 en Corea del Sur.
En julio de 2017 en Singapur, ofició el partido de la International Champions Cup 2017 entre el campeón inglés Chelsea y el campeón alemán Bayern Munich. Terminó con un 3-2 para el Bayern.
Fue nombrado Árbitro de la AFF del año 2017.
En octubre de 2017, fue enviado a la India para oficiar 2 partidos de la fase de grupos en la Copa Mundial de Fútbol Sub-17 de 2017.
Él ofició la final de la Copa de Singapur 2017 entre Albirex Niigata Singapur y Global Cebu FC.
Fue seleccionado por la AFC para la Copa Asiática 2019 celebrada en los Emiratos Árabes Unidos para oficiar algunos partidos.
Ha arbitrado una serie de partidos de la Liga de Campeones de la AFC, la Copa Mundial de Fútbol Sub-17 de 2017 en India y la Copa Mundial de Fútbol Sub-20 de 2019 en Polonia.

## Honores
- Árbitro de S. League del año, 2014
- Árbitro de AFF del año, 2017